# Astra A-70
L'Astra A-70 est un pistolet semi-automatique qui est fabriqué par Esperanza y Unceta depuis 1992.

## Sources
- (en) Ian Hogg et Rob Adam, Jane's Guns Recognition Guide, Italie, HarperCollins, 1996, 1re éd., 512 p. (ISBN 978-0-00-470979-6)
- R. Caranta, Pistolets & Révolvers d'aujourd'hui, 5 tomes, Crépin-Leblond, 1998-2009.